# Friedrich Daniel von Glaser
Friedrich Daniel von Glaser (* 1740 in Ostpreußen; † 23. November 1804 in Skierniewice) war ein preußischer Generalmajor und Chef des Husarenregiments Nr. 10.

## Leben

### Militärlaufbahn
Er stammt aus einfachen Verhältnissen und 1760 noch während des Siebenjährigen Krieges wurde er Husar im Husarenregiment Nr. 3. Er kämpfte am Pass von Pyritz und ihm wurde bei der Verteidigung von Kolberg durch das linke Bein geschossen. Für seine Tapferkeit vor dem Feind wurde er am 21. Januar 1762 als Kornett in das Husarenregiment Nr. 5 versetzt. Am 29. April 1764 wird er Sekondeleutnant und am 5. Juli 1770 Premierleutnant. Aber am 2. Juni 1771 wurde er als Stabsrittmeister in das Husarenregiment Nr. 9 (Bosniakenkorps) versetzt. Am 26. Januar 1776 wurde er zum Rittmeister und Eskadronchef befördert. Während des Bayerischen Erbfolgekrieges kämpfte er im Gefecht bei Jägerndorf. Am 2. Dezember 1786 wurde er Major und am 25. September 1787 wurde er dann sogar in den Adelsstand erhoben.
Am 12. Februar 1793 wurde er Oberstleutnant. Während des Kościuszko-Aufstands in Polen nahm er an den Gefechten bei Kolno, Sboyne und Demniki teil. Für sein Verhalten bei Demniki erhielt er den Orden Pour le Mérite. Danach wurde er am 6. Februar 1795 Oberst und am 17. August 1799 zum Regimentskommandeur ernannt. Aber schon am 1. Oktober 1799 wurde er zum Chef des Husarenregiment Nr. 10 ernannt. Am 20. Mai 1800 wurde er auch Generalmajor mit Patent vom 2. Juni 1800. Er starb am 23. November 1804 in Skierniewice.

### Familie
Glaser war mit Marie Rogalla von Bieberstein verheiratet. Das Paar hatte folgende Kinder:
- Friedrich Wilhelm, Major
- Anton August Ferdinand (1784–1840) ⚭ 15. Oktober 1814 Amalie Helene Sophie Wilhelmine von Paczensky und Tenczin (* 17. September 1793; † 25. Juni 1874), Tochter von Karl Heinrich von Paczensky und Tenczin

Nach dem Tod seiner ersten Frau heiratete er 1786 Charlotte Henriette von Hoverbeck (* 1742).
- Johanna Albertine (* 29. Juli 1790) ⚭ Major N.N. von Derschau